# Manfred Müller
Manfred Müller (Essen, Alemania; 28 de julio de 1947) es un productor televisivo y exfutbolista alemán. Durante sus quince años de carrera jugó como portero y logró estar en seis clubes diferentes entre 1966 y 1986, con un paso por el Bayern Múnich entre 1979 y 1984, con el que ganó dos Bundesligas y dos DFB-Pokal
Tras su retiro creó empresas dedicadas a las transmisiones por televisión y grabación de video. En 1987 fundó la empresa MMFilm & VIDEO y, entre 1992 y 2006, se encargó de las transmisiones televisivas de la Bundesliga por medio de las empresas PMM Sport Production GmbH y FairPlay Productions GmbH.

## Carrera como futbolista
Müller, nacido en Essen, inició su carrera de futbolista en 1966 en el club de su localidad, el Schwarz-Weiss Essen. Estuvo allí hasta 1971, año en que fue fichado por el Wuppertaler SV, luego de no aceptar ofrecimientos del TSV 1860 Múnich. Su nuevo equipo había terminado tercero en la Regionalliga, por lo que buscaba mejorar su plantilla para lograr llegar a la primera división.
Con un estilo de juego poco arriesgado y sólido se ganó la titularidad y consiguió el ascenso al año siguiente. Con su club en la máxima categoría por primera vez, consiguió un meritorio cuarto puesto en la Bundesliga 1972-73, en la que participó en un total de veintitrés partidos. Sin embargo, el equipo no pudo sostenerse económicamente y tras terminar décimo sexto el año 1974, finalmente en la temporada 1974-75 consumó su regreso a la Regionalliga tras terminar en la última posición del torneo.
El año 1976 aceptó la oferta del 1. F. C. Núremberg, equipo de la segunda división alemana. Al igual que el Wuppertaler, el Núremberg tenía problemas económicos, por lo que su primer año en el club fue complejo por los sueldos impagos. Sin embargo, logró salir adelante y en la temporada 1977-78 consiguió regresar a la Bundesliga. En los partidos finales para definir el ascenso contra el Rot-Weiss Essen, detuvo un penal a Horst Hrubesch que resultó decisivo para el triunfo final. Por ello, fue bautizado «el héroe de Essen» por los hinchas. Luego de otra temporada en primera, finalmente dejó el equipo tras disputar un total de noventa y cinco partidos.
Sepp Maier, mítico portero del Bayern Múnich y la selección alemana, sufrió un grave accidente automovilístico que lo obligó a retirarse en 1979. Esto forzó al equipo bávaro a buscar rápidamente un reemplazante que acompañara al joven Walter Junghans, que terminó por ser Müller. En el cuadro bávaro alternó constantemente en la titularidad con Junghans, y en su primera temporada solo disputó cinco partidos, aunque terminó por ser campeón de liga. Aunque nunca pudo consolidarse en la titularidad, jugó la final de la DFB-Pokal 1981-82 que ganaron por 4-2 a su ex equipo, el F. C. Núremberg, y en la final de la Copa de Campeones de Europa del mismo año, en que cayeron por 1-0 ante el Aston Villa.
Con la llegada del belga Jean-Marie Pfaff en 1982 quedó relegado al banco de suplentes. En 1984, con 37 años, decidió retirarse y formar parte de la junta técnico del Núremberg. Sin embargo, dos años después, debió disputar su último partido profesional debido a la suspensión del titular Andreas Köpke y las lesiones de los demás arqueros. El encuentro contra el Fortuna Düsseldorf terminó 4-3 a favor del Núremberg.

## Productor
En 1987 fundó la empresa MMFilm & VIDEO, encargadas de transmisión por video para empresas, canales de televisión o agencias. A través de sus otras empresas TopVision y Sports and More produjo transmisiones para canales como RTL y Sat.1.

## Clubes
| Club                | País     | Año       |
| ------------------- | -------- | --------- |
| Schwarz-Weiss Essen | Alemania | 1966-1971 |
| Wuppertaler SV      | Alemania | 1971-1976 |
| 1. F. C. Núremberg  | Alemania | 1976-1979 |
| ESV Ingolstadt      | Alemania | 1979      |
| Bayern Múnich       | Alemania | 1979-1983 |
| Calgary Mustangs    | Canadá   | 1983      |
| 1. F. C. Núremberg  | Alemania | 1986      |

## Palmarés

### Campeonatos nacionales (4)
| Título     | Club          | País     | Año     |
| ---------- | ------------- | -------- | ------- |
| Bundesliga | Bayern Múnich | Alemania | 1979-80 |
| Bundesliga | Bayern Múnich | Alemania | 1980-81 |
| DFB-Pokal  | Bayern Múnich | Alemania | 1981-82 |
| DFB-Pokal  | Bayern Múnich | Alemania | 1983-84 |